# .hm
.hm is het achtervoegsel van domeinen van websites uit Heard en McDonaldeilanden.